# Вибухобезпека у гірництві
Вибухобезпека у гірничій справі (рос. взрывобезопасность, англ. explosion protection, нім. Explosionssicherheit) — стан шахт і рудників, при якому небезпеку вибуху в них (через велике скупчення метану або вугільного пилу) усунуто. Забезпечується в основному рудниковою вентиляцією, вибухозахищеним електроустаткуванням, використанням запобіжних вибухових речовин під час підривних робіт, відповідним вишколом виробничого персоналу тощо.